# Prabhat Roy
Prabhat Roy (nacido en Jamshedpur en 1946) es un director de cine indio, hace películas en lengua bengalí. Su primera película como director, Pratidan, fue lanzada en 1983.

## Filmografía

### Director
- Bhorer Alo (2011) (Produced by Green Pigeon Movies)
- Hangover (2010)
- Pitri Bhumi (2007)
- Priyotama (2006)
- Ek Mutho Chhabi (2005)
- Manik (2005)
- Shubhodrishti (2005)
- Shesh Thikana (2000)
- Khelaghar (1999)
- Sudhu Eakbar Balo (1999)
- Tumi Ele Tai (1999)
- Joddha (1997)
- Sedin Chaitramas (1997)
- Lathi (1996)
- Sandhyatara (1994)
- Duranta Prem (1993)
- Anutap (1992)
- Shwet Patharer Thala (1992)
- Papi (1990)
- Aamar Shapath (1989)
- Agnitrishna (1989)
- Hum Intezaar Karenge (1989)
- Pronomi Tomay (1989)
- Pratik (1988)
- Pratikar (1987)
- Zindagani (1986)
- Bandhan Anjana (1985)
- Pratidan (1983)
- And 16 Telefilms & 3 TV Serials

### Asistente de Dirección
- Barsaat Ki Ek Raat (1981)
- The Great Gambler (1979)
- Mehbooba (1976)
- Amanush (1975)
- Anand Ashram (1977)
- Anushandhan (1981)
- Anurodh (1977)
- Khwab (1980)
- Ajanabee (1974)
- Charitraheen (1974)
- Jugnu (1973)

### Actor
- Abhimanyu (1989)
- Amanush (1975)

### Jefe Asistente de dirección
- (Balika Badhu,  Amanush, Ananda Ashram, Anusandhan)

### Premios
- Two Times National Award Winner. Category: Best Feature Film on Family Welfare. 
  - SHEWT PATHARER THALA(1993)
  - Lathi (1997)
- BFJA AWARD, ANANDOLOK AWARD, And many others with
- Kalakar Awards[3]